# Musa salaccensis
Musa salaccensis är en enhjärtbladig växtart som beskrevs av Heinrich Zollinger och Cornelis Andries Backer. Musa salaccensis ingår i släktet bananer, och familjen bananväxter. Inga underarter finns listade i Catalogue of Life.